# 530

## Събития
- Битка при Дара, Византия срещу Сасанидското царство.
- В Тракия е разбит голям български отряд. Част от пленниците са включени във византийската армия в Мала Азия.

## Починали
- Феликс IV, римски папа